# Les Démons du maïs 7
Série Les Démons du maïs
Les Démons du maïs 6
(1999) Children of the Corn
(2009)
Pour plus de détails, voir Fiche technique et Distribution.
Les Démons du maïs 7 : La Révélation (Children of the Corn: Revelation) est un film d'horreur de Guy Magar sorti en 2001 directement en vidéo. Il n'a jamais été distribué en France.

## Synopsis
Jamie part pour Omaha voir sa grand-mère. Elle découvre que l'immeuble où habite sa grand-mère, situé près d'un champ de maïs, a été condamné et est vide à l'exception de deux jeunes et inquiétants enfants.

## Fiche technique
- Titre original : Children of the Corn: Revelation
- Titre français : Les Démons du maïs 7 : La Révélation
- Réalisation : Guy Magar
- Scénario : S.J. Smith
- Photographie : Danny Nowak
- Montage : Kirk M. Morri
- Musique : Stephen Edwards
- Sociétés de production : Creeper Films et Neo Art & Logic
- Pays d'origine :  États-Unis
- Langue : anglais
- Format : Couleur - 35 mm - 1,85:1 - son Dolby
- Genre : horreur
- Durée : 82 minutes
- Date de sortie : 
  - États-Unis : 9 octobre 2001
  - France : inédit
- Classification : interdit aux moins de 12 ans

## Distribution
- Claudette Mink : Jamie
- Kyle Cassie : inspecteur Armbrister
- Michael Ironside : le prêtre
- Troy Yorke : Jerry
- Michael Rogers : Stan
- Crystal Lowe : Tiffany

## Accueil critique
Total Film le classe à la 49e place de sa liste des adaptations de Stephen King. Pour L'Écran fantastique, c'est le seul des nombreux opus de la saga à se démarquer du lot.